# Волны Нота
Волны Нота (лат. Notus Undae) — поле дюн на Титане, самом крупном спутнике Сатурна. Расположено в светлой местности Адири (но само оно, как и другие поля дюн Титана, темнее окружающей местности). Координаты центра — 10°00′ ю. ш. 148°54′ в. д. / 10,0° ю. ш. 148,9° в. д. Имеет Ґ-образную форму; максимальный размер — 530 км.
На севере волны Нота ограничены горами Мерлок, отделяющими их от волн Эвра. Кроме того, волны Нота соседствуют с горами Грам и безымянной горной цепью, расположенной южнее. Волны окружают западные концы этих двух цепей и заполняют разрывы в них.
Как и другие дюны Титана, волны Нота вытянуты примерно с запада на восток — в данном случае с запад-юго-запада на восток-северо-восток. Расстояние между гребнями соседних дюн — около 3 км.
Волны Нота были обнаружены на радиолокационных снимках космического аппарата «Кассини», заснявшего эту область 28 октября 2005 года. Они стали одним из 4 первых наименованных полей дюн на Титане. Все эти поля названы в честь греческих богов ветра. Данное поле дюн — самое южное из этих четырёх, и оно получило имя бога южных и юго-западных ветров — Нота. Это название было утверждено Международным астрономическим союзом 5 декабря 2011 года.